# Theobald Smith
Theobald Smith (Albany, 31 de julho de 1859 — Nova Iorque, 10 de dezembro de 1934) foi um patologista estadunidense.
Smith estudou na Universidade Cornell e trabalhou depois no Ministério da Agricultura dos Estados Unidos. Depois lecionou na Universidade George Washington. De 1896 a 1915 foi professor de patologia comparada na Universidade Harvard. De 1915 a 1929 foi diretor do Departamento de Patologia Animal da Universidade Rockefeller.